# Монастырская (Вашкинский район)
Монастырская — деревня в Вашкинском районе Вологодской области.
Входит в состав Киснемского сельского поселения, с точки зрения административно-территориального деления — в Киснемский сельсовет.
Расстояние по автодороге до районного центра Липина Бора — 25,5 км, до центра муниципального образования села Троицкое — 1,5 км. Ближайшие населённые пункты — Аксентьево, Волково, Дудрово, Коптево, Ляпино, Сидорово, Тарасьево, Троицкое.
По переписи 2002 года население — 17 человек.